# QMA
QMA, na teoria da complexidade, que vem de Quantum Merlin Arthur, é uma classe de complexidade análoga à classe NP ou à classe de complexidade probabilística MA. QMA está relacionada a BQP da mesma forma que NP se relaciona com P, ou MA se relaciona com BPP.
Informalmente, é um conjunto de problemas de decisão para os quais quando uma resposta é "sim", ele usa espaço da ordem de um polinomial em computador quântico que tem um verificador de ordem probabilística. Por outro lado, se a resposta for "não",  cada máquina quântica de espaço polinomial é rejeita por um verificador de alta probabilidade..
Mais precisamente, as provas têm de ser verificáveis em tempo polinomial em um computador quântico, de tal forma que se a resposta for "sim", de fato, o verificador aceita uma prova correta com probabilidade superior a 2/3, e se a resposta for não, então não existe nenhuma prova de que o convence a aceitar o verificador com probabilidade maior do que 1/3. É comum as constantes de 2/3 e 1/3 serem alteradas. Alterando 2/3 para qualquer constante estritamente entre 1/2 e 1, e alterando a constante 1/3 para valores estritamente entre 0 e 1/2 , não se altere a classe QMA.
QAM é uma classe de complexidade relacionada, na qual os personagens fictícios Arthur e Merlin realizam a seguinte seqüência: Arthur gera uma cadeia aleatória, Merlin responde com um certificado quântico e Arthur o verifica como uma máquina BQP.

## Definição
Uma linguagem L está na classe {\displaystyle {\mbox{QMA}}(c,s)} se existe um computador quântico V que verifica em tempo polinomial e um polinômio P, tal que: 
- {\displaystyle \forall x\in L}, existe um estado quântico  {\displaystyle |\psi \rangle } de tal forma que a probabilidade de V aceitar a entrada {\displaystyle (|x\rangle ,|\psi \rangle )} é maior que {\displaystyle c}.
- {\displaystyle \forall x\notin L}, para todo estado quântico {\displaystyle |\psi \rangle }, a probabilidade de V aceitar a entrada {\displaystyle (|x\rangle ,|\psi \rangle )} é menor que {\displaystyle s}.

onde {\displaystyle |\psi \rangle } varia com todos os estados quânticos com a maioria dos p(x).
A classe de complexidade {\displaystyle {\mbox{QMA}}} é definida como {\displaystyle {\mbox{QMA}}({2}/{3},1/3)}. No entanto, as constantes não são tão importantes pois a classe permanece a mesma se {\displaystyle c} e {\displaystyle s} forem estabelecidas como quaisquer constantes tais que {\displaystyle c} seja maior que {\displaystyle s}. Adicionalmente, para quaisquer polinômios {\displaystyle q(n)} e {\displaystyle r(n)}, temos
{\displaystyle {\mbox{QMA}}\left({\frac {2}{3}},{\frac {1}{3}}\right)={\mbox{QMA}}\left({\frac {1}{2}}+{\frac {1}{q(n)}},{\frac {1}{2}}-{\frac {1}{q(n)}}\right)={\mbox{QMA}}(1-2^{-r(n)},2^{-r(n)})}.

## Problemas em QMA
Um problema é chamado QMA-duro, análogo a NP-hard, se todos os problemas em QMA pode ser reduzida a ele. Um problema é dito ser QMA-completa é QMA-dura e QMA.

### O problema Hamiltoniano local
O problema hamiltoniano local é o análogo a MAX-sat. É uma matriz Hermitiana com estados quânticos, assim é  {\displaystyle 2^{n}\times 2^{n}}  para um sistema de entrada n. Um Hamiltoniano k-local é um Hamiltoniano que pode ser escrito como a soma de Hermitianas, cada uma não-trivial, em no máximo tamanho K (em vez de todo o tamanho n).

O problema hamiltoniano k-local, que é um problema promessa, é definida como se segue: A entrada é um hamiltoniano k-local de tamanho n, que é a soma de diversas matrizes hermitianas que de tamanho k. A entrada também contém dois números  {\displaystyle a<b\in [0,1]}, such that {\displaystyle {\frac {1}{b-a}}=O(n^{c})} para alguma constante c. O problema consiste em determinar se o valor deste hamiltoniano é inferior a ou maior do que b, promessa de que uma delas é o caso.
O Hamiltoniano K-Local é QMA-completo para k≥ 2.
Os resultados de QMA-duro são conhecidos até mesmo para modelos lattice simplistas e fisicamente realistas, como 
{\displaystyle H=\sum _{i}h_{i}Z_{i}+\sum _{i<j}J^{ij}Z_{i}Z_{i}+\sum _{i<j}K^{ij}X_{i}X_{i}}
onde {\displaystyle Z,X} representa a Pauli matrices {\displaystyle \sigma _{z},\sigma _{x}}. Tais modelos são aplicáveis a computação quântica adiabática universal.
As Hamiltonianas para o problema QMA-completo pode também ser restringido a uma matriz bidimensional  ou uma linha de partículas quânticas com 12 Membros por partícula.

### Outros problemas QMA-completo
Uma lista de problemas QMA-completo conhecidos pode ser encontradas em http://arxiv.org/abs/1212.6312.

## Classes relacionadas
QCMA (ou MQA), de Quantum Classical Merlin Arthur (ou Merlin Quantum Arthur), é semelhante a QMA, mas a prova tem de ser uma cadeia clássica. Não se sabe se QMA é igual a QCMA, embora QCMA é claramente contido em QMA.
QIP(k), que está para Quantum Interativo de tempo polinomial (k mensagens), é uma generalização de QMA onde Merlin e Arthur podem interagir para k rodadas. QMA é QIP (1). QIP (2) é conhecido por ser em PSPACE.
QIP é QIP(k) onde k é permitido ser polinomial. Sabe-se que QIP (3) = QIP. É também conhecido que QIP = IP = PSPACE.

## Relacionamento com outras classes
QMAestá relacionada com outras classes de complexidade, seguindo a seguinte relação:
{\displaystyle {\mbox{P}}\subseteq {\mbox{NP}}\subseteq {\mbox{MA}}\subseteq {\mbox{QCMA}}\subseteq {\mbox{QMA}}\subseteq {\mbox{PP}}\subseteq {\mbox{PSPACE}}}
A primeira inclusão decorre da definição de NP. As próximas duas inclusões seguem a partir do fato de que o verificador está sendo feito mais poderoso em cada caso. QCMA está contido em QMA pois o verificador pode forçar o provador a enviar uma prova clássica por provas de medição assim que eles são recebidos. O fato de que QMA está contido em PP foi mostrado por Alexei Kitaev e John Watrous. PP também é facilmente demonstrado estar contida em  PSPACE.
Não se sabe se alguma destas inclusões é também igualdade. Não é sequer sabido se P está estritamente contida em PSPACE ou P = PSPACE.